# Хомма, Масахару
Масахару Хомма (яп. 本間雅晴; 27 ноября 1888, Садо — 3 апреля 1946, Лос-Баньос, Филиппины) — японский генерал времён Второй мировой войны, военный преступник, генерал-лейтенант (1938), разведчик.

## Детство
Масахару Хомма родился в японском городе Садо в 1888 году.

## Карьера
Окончил военную академию и Высшую военную академию Императорской армии в 1907 году и 1914 соответственно.
Масахару Хомма являлся участником Первой мировой войны. Начал карьеру в качестве командира батальона.
В 1930—1932 годах — военный атташе в Лондоне. В 1932—1933 годах — пресс-атташе Военного министерства.
С 1933 года — командир 1-го пехотного полка; в 1935—1936 годах он командовал 32-й бригадой, а в 1938 году — 27-й пехотной дивизии в Китае. В 1936 году был переведён в Генштаб. В 1937—1938 годах — начальник 2-го управления. Неоднократно консультировал специалистов Генштаба, участвовал в планировании военных операций.

## Вторая мировая война
В декабре 1940 года Хомма был назначен командующим Тайваньской армией.
6 ноября 1941 года принял командование 14-й армией (16-я, 48-я пехотные дивизии, 65-я пехотная бригада; около 43 тыс. чел.; начальник штаба — генерал-лейтенант Маэда Масами) в составе Южной группы армий генерала Тэраути, которой была поручена операция по оккупации Филиппин.
Через несколько дней после нападения на Пёрл-Харбор высадился на острове Лусон. Приняв решение взять Манилу, Хомма, не имевший опыта руководства подобными операциями, действовал нерешительно и потерял время, дав возможность американцам укрепиться. 2 января 1942 года его войска вступили в Манилу, а 9 января он начал наступление на полуострове Батаан, но лишь втянулся в длительные тяжёлые бои, неся большие потери. В феврале 1942 года командование обвинило Хомму в некомпетентности и фактически отстранило его от должности, а руководство операцией было поручено генералу Ямасите.
В апреле 1942 года американские войска (около 70 тыс. чел.) капитулировали. Пленные, направленные в лагеря, были принуждены совершить длительный и изнурительный переход по суше, получивший название «Батаанский марш смерти», 5—7 дней не получая пищи и воды; кроме того, японцы убивали отставших и упавших пленных. В ходе «марша» погибло около 16 тыс. американских и филиппинских военнослужащих.
29 июня 1942 года Масахару Хомма был официально заменён генералом Курода. В сентябре 1942 года Хомма занял пост личного советника принца Ф. Коноэ.

## Арест и суд
В сентябре 1945 года Хомма был арестован в Токио. После окончания войны он был обвинён в расстрелах американских военнопленных на Филиппинах и приговорён судом в Маниле к смертной казни. Расстрелян.